# Muna (Iucatã)
Muna é um município do estado do Iucatã, no México. A população do município calculada no censo 2005 era de 11.763 habitantes.